# Escuela histórica del derecho
La escuela histórica del derecho es una corriente doctrinal surgida en  Alemania durante el siglo XIX, que afirma que el origen del derecho ha de situarse en la evolución histórica de un determinado pueblo, cuyo espíritu se manifestaba originariamente en forma de costumbres y tradiciones. 

## Descripción general
Se centra en la investigación y el análisis de la evolución histórica del derecho para comprender su desarrollo, fundamentos y principios. Este enfoque pone énfasis en la importancia de las fuentes históricas y la tradición jurídica como guías para la interpretación y aplicación del derecho en la actualidad. 
Surge como oposición al movimiento codificador, que pretendía unificar y sistematizar los cuerpos normativos. Tal corriente había sufrido una proyección aun mayor a raíz de la codificación francesa, con el posterior trasplante del Código Civil francés a países y regiones de tradición jurídica distinta.
La Escuela Histórica representa la reacción contra el Derecho natural como la lucha por la recuperación de la influencia del Derecho propio alemán, esta presenta dos modalidades las cuales son la escuela histórica (original, y conservadora, que buscaba construir los antecedentes de la Norma) y la escuela histórica evolutiva (va de cara al futuro presentando correcciones del método original) 
Savigny es considerado como el mayor representante de la Escuela Histórica. Para Savigny el Derecho constituye algo propio de cada ciudad, como pueden ser las costumbres, el idioma o la organización política, estos elementos unidos hacen que cada ciudad tenga ese algo que la hace individual
Savigny, quien influiría decisivamente en Karl Friedrich Eichhorn y Jakob Grimm con la diferencia clara entre la concepción histórica y la racionalista; en la primera se estudia la realidad bajo una concepción de continua evolución en las épocas históricas (estas están vinculadas entre sí) al día hoy no puede ser entendido sin lo que le ha precedido, este se convierte en un instrumento para la construcción del Derecho positivo a través de un método sistemático. Se reflejan también distintos fundamentos en lo filosófico y el plano político.
La escuela histórica tiene una gran importancia en la interpretación jurídica ya que su misión o ideal es comprender el derecho a través de su evolución histórica y de los valores y principios que han sido fundamentales en su desarrollo a lo largo del tiempo. 
Para la escuela histórica, el derecho no es una creación abstracta y eterna, sino que está íntimamente relacionado con la sociedad y su evolución histórica. Por tanto, la interpretación jurídica debe tener en cuenta el contexto histórico, social y político en el que se ha desarrollado la norma a interpretar, y no puede ser entendida como un proceso aislado y descontextualizado. 
La interpretación jurídica es fundamental para comprender el derecho de manera adecuada y aplicarlo de manera justa y equitativa. Tiene la misión de identificar el significado de las normas jurídicas y su aplicación en un contexto histórico y social; La importancia de la interpretación jurídica radica en que permite encontrar el sentido y alcance de las normas jurídicas y su relación con los valores y principios que han sido fundamentales en su desarrollo histórico. 
Esta escuela también considera que dicha interpretación debe ser una tarea que permita una comprensión profunda del derecho y su aplicación en la realidad social, más allá de la mera aplicación mecánica y formal de las normas jurídicas. Por tanto, busca que la interpretación jurídica sea una herramienta de justicia y equidad, que permita aplicar el derecho de manera adecuada a las circunstancias sociales y políticas del momento en que se aplica; Esta importancia radica en que permite encontrar el sentido y alcance de las normas jurídicas y su relación con los valores y principios que han sido fundamentales en su desarrollo histórico.
Con base en la interpretación de las leyes, está pensado en la intención del legislador, teniendo en cuenta que esta no busca vincular al derecho con el legislador o al texto legal, sino el contexto social en el que se pensó la Norma. Ya que, el derecho es un producto del pueblo que se da ya sea por luchas sociales (como el código napoleónico) o el desarrollo de los pueblos.
Los juristas de esta escuela creían que las leyes debían ser comprendidas en su contexto histórico y cultural para poder ser interpretadas correctamente. Para la escuela histórica las leyes debían ser vistas como un resultado de la evolución histórica de una sociedad.
Una ley no puede ser promulgada arbitrariamente a un país sin tener en cuenta aspectos importantes en su historia pasada, es decir, que solo al saber la historia de una ley y su propósito en la sociedad, se puede aplicar de manera adecuada a situaciones actuales. Aquí hay algunos ejemplos de la escuela histórica del derecho:
1. Savigny y el Derecho Romano: Friedrich Carl von Savigny, uno de los principales representantes de la escuela histórica del derecho, se dedicó al estudio del derecho romano y su influencia en el desarrollo del derecho europeo. Sus investigaciones sobre la historia del derecho romano sentaron las bases para la interpretación histórica del derecho en la tradición jurídica alemana.
2. Código Napoleónico: La escuela histórica también influyó en la redacción del Código Napoleónico en Francia, que fue un hito importante en la codificación del derecho civil. Los juristas franceses que participaron en la elaboración del código se basaron en gran medida en el estudio de las fuentes históricas del derecho romano y germánico.
3. Historia del derecho anglosajón: En Inglaterra, la escuela histórica tuvo un impacto en el estudio y la comprensión del derecho anglosajón. Los juristas británicos exploraron las antiguas costumbres y tradiciones jurídicas del Reino Unido para entender mejor los principios y fundamentos del sistema legal inglés.
Entre sus partidarios más notables, figuraron juristas tales como Savigny, Puchta, Jakob y Wilhelm Grimm, Eichhorn, Niebuhr y Windscheid, cuyos trabajos fueron desarrollados a partir de la escuela pandectística, que se dedicaba al análisis del derecho romano. La escuela histórica terminaría por establecer una "jurisprudencia de conceptos" (Begriffsjurisprudenz en alemán), a la que se opondría otro gran jurista de la época, Rudolf von Ihering, quien defendía una vuelta a la realidad social en su denominada jurisprudencia de intereses.

## Orígenes
Pese a que muchos autores sitúan el comienzo de los primeros textos historicistas en los escritos de Niebuhr y Gustavo Hugo, se considera que el inicio de la escuela histórica ha de situarse a raíz de una polémica doctrinal surgida entre Savigny y Thibaut. Este último publicaría en 1814 "Sobre la necesidad de un derecho civil general para Alemania", donde defendería la elaboración e implantación a corto plazo de un código para toda la nación alemana. Savigny le respondería ese mismo año en un famoso texto titulado "De la vocación de nuestro tiempo para la legislación y la ciencia del derecho".
Savigny afirmaría que no era sensato aplicar un mismo cuerpo para toda Alemania, pues la tradición jurídica nacional era demasiado endeble como para ser compatible con tal pretensión. Precisamente por ello, el jurista priorizaba la investigación sobre los orígenes del derecho alemán, y más concretamente, la recuperación del derecho antiguo. Sostenía también que la única forma correcta de proceder era mediante una ciencia jurídica orgánica y progresiva que consiguiera aglutinar a toda la nación, y no un sistema artificial que traería la unidad para solo una mitad de Alemania, dejando a la otra mitad muchísimo más separada que antes.
Por otro lado, cabe destacar que el sustrato para que surgiera la escuela histórica se dio en los círculos intelectuales y académicos de la universidad de Marburgo, en torno a la figura de Savigny, quien influiría decisivamente en Karl Friedrich Eichhorn y Jakob Grimm, este último, alumno suyo entre 1802 y 1803. Aquí ya comenzarían a asentarse conceptos que irían más allá del mundo del derecho, de manera que los principios de genética cultural, de evolución guiada por el Volksgeist, de creación orgánica, de normativización mínima y demás, darían el salto desde el mundo jurídico al mundo científico.